# أوتو مولر (مقاوم)
أوتو مولر (بالألمانية: Otto Müller)‏ هو كاهن كاثوليكي ألماني، ولد في 9 ديسمبر 1870 في Eckenhagen ‏ في ألمانيا، وتوفي في 12 أكتوبر 1944 في برلين في ألمانيا.